# BabySitter
BabySitter（ベビーシッター）は、日本のガールズバンド。略称はベビシ。2015年10月結成。
キャッチーなルックスとガールズポップサウンドを併せ持つガールズバンドであり、タワーレコード渋谷店の未流通CDコーナーに並んだ自主盤CDが話題となりSNSや口コミで全国に反響が広がって昨年9月に全国流通盤『キンコンカン』を発売した。
タワーレコード各店のバイヤーが選ぶ「タワレコメン」に選出される注目のニューカマー。

## 来歴
2016年
6月
地元名古屋で初の自主企画「BABY ROCK vol.1」開催。
11月
レコ発自主企画「BABY ROCK vol.2」を地元開催し1st.CD『スーパーヒーロー』発売。
2017年
6月
地元名古屋でSAKAE SP-RING2017に初出演し入場規制となる。
10月
MINAMI WHEEL2017初出演し、15日にに渋谷eggmanで初東京レコ発企画「BABY ROCK vol.3」を開催する。
翌日に2nd CD『ボクのうた』をタワーレコード渋谷店の未流通CDコーナー(タワクル)にて発売。初日のデイリー総合チャートで3位を記録し反響を呼び、未流通CDとしては異例のインストアライヴを開催。
その後はで通算11週1位を記録した(2017/10/16～22、10/30～2018/1/7)
その後は名古屋パルコ店、梅田NU茶屋町店でも発売。
2018年
1月
地元の名古屋パルコ店でインストアイベントを開催する。
梅田NU茶屋町店でも未流通CDコーナー11週1位、名古屋パルコ店では21週連続1位など、タワーレコードの未流通CDコーナー1記録を全て塗り替える。
5月
名古屋アポロベイスにて、BABY ROCK vol.4 ワン!ツー!!スリーマン!!!を開催。
6月
SAKAE SP-RING2018にてクラブクアトロでの公演に出演。また、下北沢SOUND CRUSINGや仙台サーキットフェス「サマラバ」など各地のサーキットフェスに出演する。
初MV「ボクのうた」は再生回数60万回(当時)を記録した。
9月
初の全国流通盤ミニアルバム『キンコンカン』を発売、タワーレコード各店のバイヤーによって選出される「タワレコメン」に選ばれる。
MINAMI WHEEL2018ではOSAKA MUSEのトリを務め、12月には初の東名阪ツアー行った。
2019年
4月、その年の夏に発売する新作のMV制作をクラウドファンディングで呼びかけたところ、開始から4日で達成率100%を越えた。
| スタブアイコン | サブスタブ | この項目は、まだ閲覧者の調べものの参照としては役立たない、音楽関係者（バンド等）に関連した書きかけの項目です。この項目を加筆・訂正などしてくださる協力者を求めています（P:音楽/PJ:芸能人）。 |